# Billy Lynn's Long Halftime Walk
Billy Lynn's Long Halftime Walk es una película estadounidense del género bélico y drama dirigida por Ang Lee, escrita por Simon Beaufoy y Jean-Christophe Castelli, basada en la novela homónima de Ben Fountain. La película es protagonizada por Joe Alwyn, Garrett Hedlund, Kristen Stewart, Vin Diesel, Steve Martin y Chris Tucker. El rodaje comenzó a principios de abril de 2015, en Georgia. La película fue estrenada el 11 de noviembre de 2016, por TriStar Pictures. Tuvo altos costos de producción asociados con el hecho de ser el primer largometraje que utilizó una velocidad HFR de 120 fps, complicado aún más por el formato 3D junto a una resolución 4K.

## Reparto
- Joe Alwyn como Billy Lynn.
- Garrett Hedlund como Sgt. David Dime.
- Kristen Stewart como Kathryn Lynn.
- Vin Diesel como Shroom.
- Steve Martin como Norm Oglesby.
- Chris Tucker como Albert.
- Arturo Castro como "Mango" Montoya.
- Ben Platt como Josh.
- Deirdre Lovejoy como Denise Lynn.
- Tim Blake Nelson como Wayne Foster.
- Beau Knapp como Crack.
- Barney Harris como Sykes.
- Bruce McKinnon como Ray Lynn.
- Laura Lundy Wheale como Patty Lynn.
- Astro como Lodis.
- Allen Daniel como Mayor Mac.
- Deena Dill como Mujer de anclaje / Dina.

## Producción
El guionista ganador del Óscar Simon Beaufoy escribió en 2014 la adaptación de la novela para ser llevada al cine, una producción de Film4 en colaboración con una empresa de producción de EE. UU., The Ink Factory y la división de TriStar Pictures de Sony. También participan en la producción son Bona Film Group y Studio 8. Ang Lee dirigiría la película. El 25 de febrero de 2015, un recién llegado Joe Alwyn fue puesto para el papel principal como Billy Lynn en la película. El mismo día, Deadline reveló que el director estaba mostrando interés en incorporar a Garrett Hedlund para otro papel importante en la película. Steve Martin también se unió al reparto, el 3 de marzo de 2015 para interpretar a Norm Oglesby. Hedlund se confirmó el 6 de marzo de 2015, para interpretar al Sargento Dime, el líder dinámico de la escuadra de la Compañía Bravo. Beau Knapp fue añadido al elenco el 13 de marzo de 2015, para interpretar a Crack, un hombre con tendencias violentas. Kristen Stewart fue añadida al elenco el 1 de abril de 2015 para desempeñar el papel de Kathryn, la hermana mayor de Billy. Ese mismo día, Ben Platt también fue introducido al reparto para interpretar a Josh, el trabajador en organización de los Dallas Cowboys, y la persona a cargo del Escuadrón Bravo en el estadio de fútbol. Vin Diesel y Chris Tucker se establecieron el 8 de abril de 2015 para protagonizar en la película como Shroom y Albert, respectivamente.

### Rodaje
La filmación comenzó en la segunda semana de abril de 2015, en Locust Grove, Georgia. El rodaje también se llevó a cabo en Atlanta y en Marruecos. Se rodó una escena en el interior de Alta Velocidad de Cuadros 3D en el centro de Atlanta el 17 de abril de 2015. Ang Lee confirmó en CinemaCon que la película se rodaría a 120 cuadros por segundo, que es la velocidad de fotogramas más alta para una película hasta la fecha. El 14 de mayo de 2015, el rodaje se llevó a cabo en AmericasMart en el centro de Atlanta.

## Estreno
La película fue estrenada el 11 de noviembre de 2016, por TriStar Pictures.

## Premios y nominaciones
| Premio                | Categoría                | Receptores               | Resultado | Ref(s) |
| --------------------- | ------------------------ | ------------------------ | --------- | ------ |
| Premios Satellite     | Mejor fotografía         | John Toll                | Nominado  | [ 18 ] |
| Premios Satellite     | Mejor montaje            | Tim Squyres              | Nominado  | [ 18 ] |
| Premios Satellite     | Mejores efectos visuales | Mejores efectos visuales | Nominada  | [ 18 ] |
| Premios Satellite     | Mejor sonido             | Mejor sonido             | Nominada  | [ 18 ] |
| Hollywood Film Awards | Productor                | Marc Platt               | Ganador   | [ 19 ] |
| Hollywood Film Awards | Compositor               | Mychael Danna            | Ganador   | [ 19 ] |